# Gussbrocken

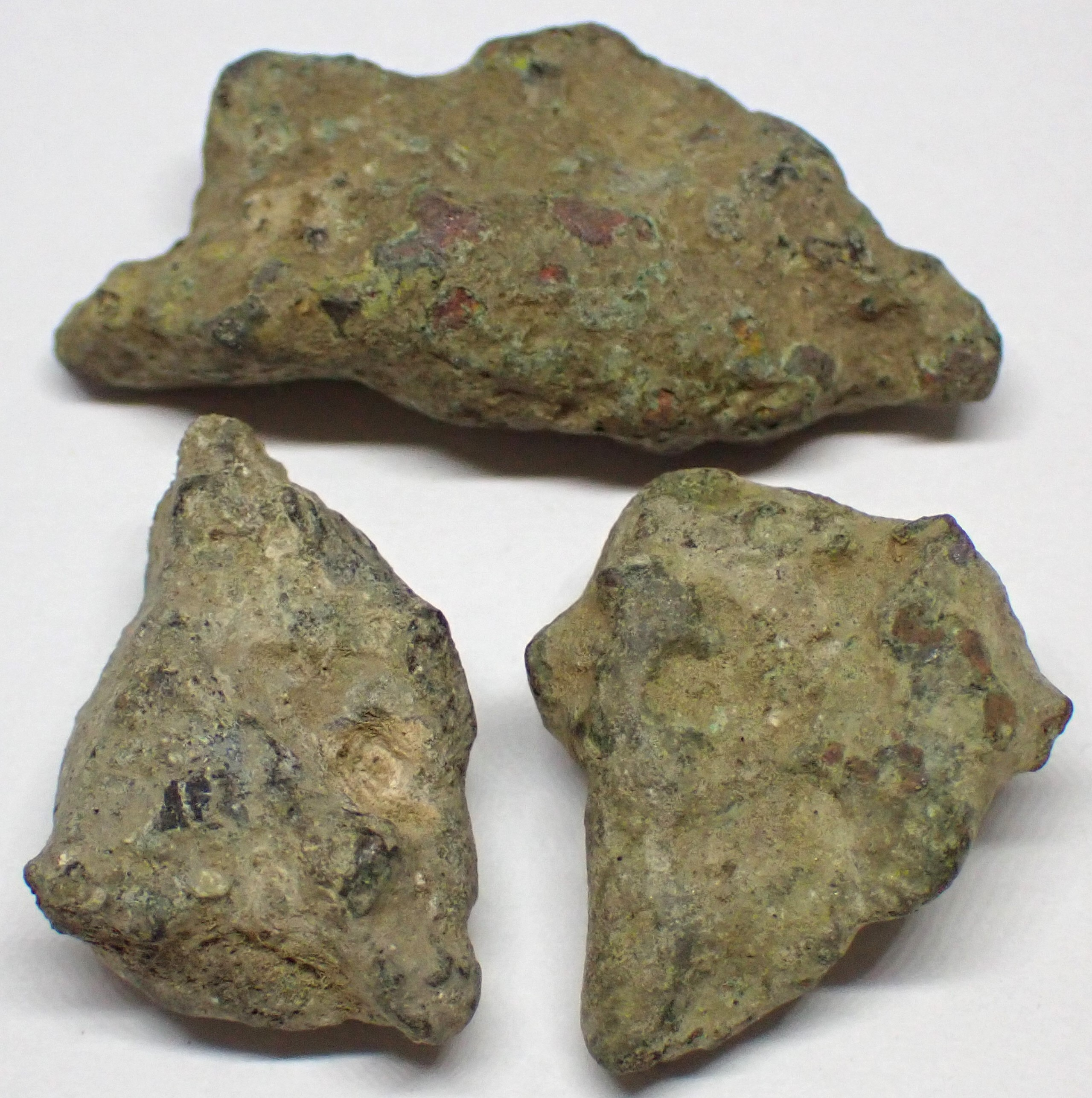
Drei Aes rude Stücke zwischen 6 und 10 Gramm, 8. bis 3. Jahrhundert v. Chr.

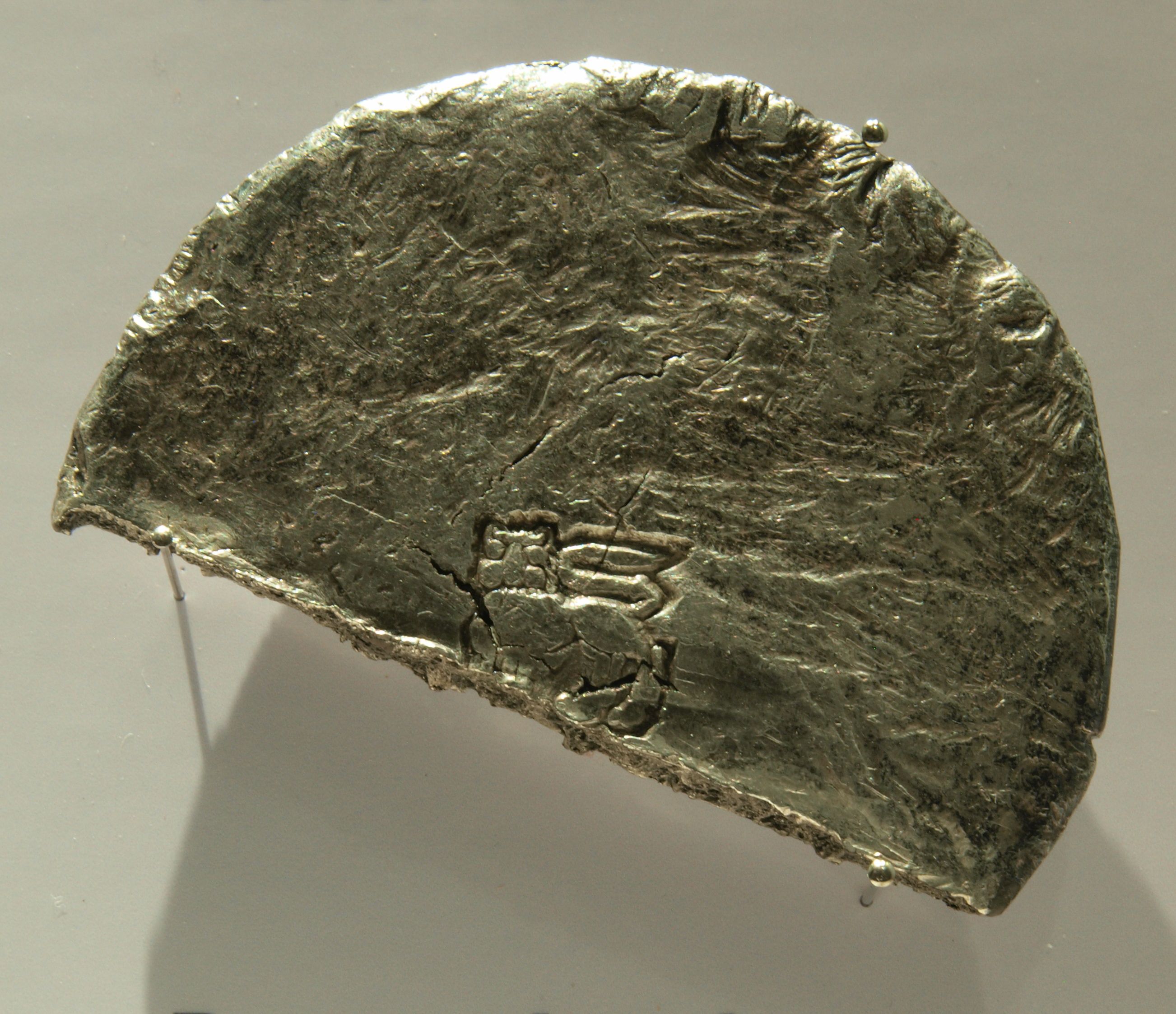
Gussbrocken aus Braunschweig (14. Jahrhundert)

Gussbrocken, auch Gusskuchen genannt, sind ein Zwischenprodukt der urzeitlichen Kupferverarbeitung in Europa und eine frühe Form des Zahlungsmittels. Es gibt sie sowohl aus reinem Kupfer als auch in unterschiedlichen, meist natürlichen Bronze-Legierungen. Im archäologischen Fundgut finden sich sowohl ganze Gusskuchen in unterschiedlichen Größen als auch Teilstücke. Die ältesten Fundstücke stammen aus der Frühbronzezeit, also etwa aus der Zeit 2000–3000 v. Chr. Bei der Römern waren Gusskuchen als aes rude bekannt (wörtlich etwa „rohes Metall“). Auch Silber wurde in ungeprägter Form als Zahlungs- und Wertaufbewahrungsmittel genutzt und wird dann als Hacksilber bezeichnet.

## Bronzezeit
Die Gusskuchen der Bronzezeit sind grobe Rohmetallbarren. Das Alter der ältesten Stücke ist mit dem Beginn der Verhüttung von Kupfer anzusetzen. In den österreichischen Alpen wurde bereits zu Beginn des 3. vorchristlichen Jahrtausends Kupfererz bergmännisch abgebaut und verhüttet.
Gusskuchen stellten das Rohmaterial für die weitere Verarbeitung durch die Kupferschmiede dar. Dieses wertvolle Rohmaterial wurde bereits in der Bronzezeit quer durch die damals bekannte Alte Welt gehandelt. Jüngere Forschungsarbeiten auf dem Gebiet der Archäometallurgie lassen die Vermutung zu, dass Gusskuchen schon in der Bronzezeit auch als prämonetäre Zahlungsmittel dienten.

## Römisches Reich
In der Eisenzeit wurde weiterhin auch Kupfer verarbeitet, so auch im Römischen Reich. Ab etwa 280 v. Chr. begannen die Römer die Zahlungsmittel zu standardisieren. Zunächst mit Einführung des aes signatum – aus Bronze gegossene Barren mit Markierung (Motiv), die einen einheitlichen Wert hatten. Kurze Zeit später folgten die ersten groben Münzen, das aes grave (siehe auch As). Diese lösten die Gussbrocken (aes rude) als Zahlungsmittel nach und nach ab.